# Saint-Genès-du-Retz
Saint-Genès-du-Retz é uma comuna francesa na região administrativa de Auvérnia-Ródano-Alpes, no departamento Puy-de-Dôme. Estende-se por uma área de 8,32 km². Em 2010 a comuna tinha 491 habitantes (densidade: 59 hab./km²).